# Żabinka (obwód grodzieński)
Żabinka – dawna miejscowość na Białorusi, w obwodzie grodzieńskim, w rejonie szczuczyńskim. 
W latach 1921–1939 ówczesny zaścianek należał do gminy Berszty, w powiecie grodzieńskim województwa białostockiego.
Według Powszechnego Spisu Ludności z 1921 roku ówcześnie zaścianek zamieszkiwało 12 osób, wszystkie były wyznania prawosławnego i zadeklarowały białoruską przynależność narodową. Było tu 2 budynki mieszkalne. 